# Primula tyrolensis
Primula tyrolensis är en viveväxtart som beskrevs av Reichenb. Primula tyrolensis ingår i släktet vivor, och familjen viveväxter. Inga underarter finns listade i Catalogue of Life.

## Bildgalleri

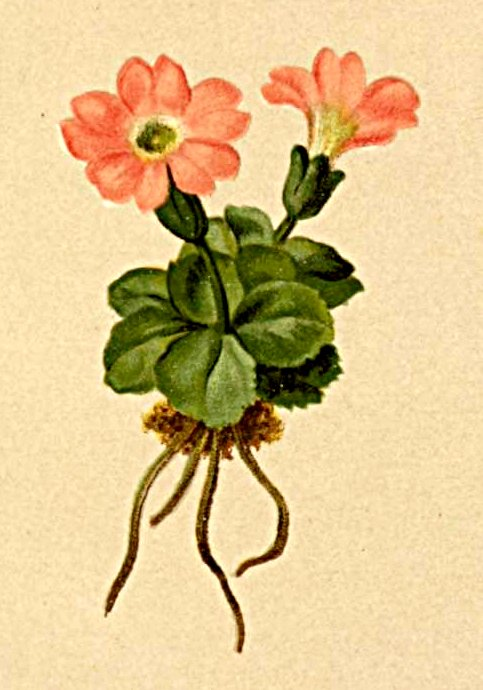